# Ernesto Rayper
Ernesto Rayper (Genova, 1º novembre 1840 – Gameragna di Stella, 5 agosto 1873) è stato un pittore e incisore italiano.
Fu caposcuola nel rinnovamento della pittura italiana del paesaggio avvenuto nella seconda metà del XIX secolo. Fondatore della Scuola grigia ligure, animatore nella Scuola di Rivara, frequentatore dei Macchiaioli toscani della Scuola di Piagentina, tra cui Telemaco Signorini, del quale godette l'amicizia e l'ammirazione.
Eminente figura tra gli incisori italiani del suo tempo, i suoi lavori e le sue tecniche sono stati di esempio anche per Giovanni Fattori nel sua attività in questo settore.

## Biografia
Nel 1859, dopo gli studi dai Padri Scolopi a Siena presso il Convitto Tolomei, si iscrive ai corsi dell'Accademia Ligustica di Belle Arti a Genova ed è allievo del pittore genovese Tammar Luxoro. Si dedica senza esitazione allo studio del paesaggio, trascurando la pittura di quadri storici che andava allora per la maggiore. Da ricordare che già nel 1855/56, giovanissimo studente, era entrato in contatto a Firenze con i macchiaioli del Caffè Michelangelo.
Nel 1860 frequenta a Ginevra lo studio del paesaggista svizzero Alexandre Calame, ispiratore di molti artisti liguri e piemontesi dell'epoca. Al ritorno a Genova, esce rapidamente dai canoni della pittura romantica e accademica del Calame e dà corpo a una nuova e personale poetica nella raffigurazione della natura, sostenuta da grande manualità e raffinata tecnica. Il nuovo percorso artistico si manifesta nell'opera Stradale presso Ginevra, presentata nel 1862 alla mostra della Società promotrice di belle arti a Genova, e diventerà ancora più marcato nelle opere successive.
Nel 1863 prende corpo la Scuola grigia genovese, con Luxoro come il teorico ispiratore e Rayper come l'artista più estroso, propugnando un realismo antiaccademico e la pittura all'aria aperta. Negli anni successivi, intorno al 1866 i "grigi" Ernesto Rayper, Alfredo d'Andrade, Serafino de Avendano e Alberto Issel si uniscono nel Canavese ai pittori piemontesi guidati da Carlo Pittara, dando vita alla Scuola ligure-piemontese di Rivara.
Nel 1870 entra nell'albo dei professori accademici di merito dell'Accademia Ligustica di Belle Arti. Nello stesso anno, ottiene la medaglia d'oro all'esposizione nazionale di Parma, conferita all'unanimità dalla commissione giudicatrice, di cui è segretario Telemaco Signorini.
Dal 1871, colpito da un tumore alla lingua, si sposta in diverse regioni d'Italia alla vana ricerca di cure efficaci, fino a ritirarsi nel 1873 a Gameragna, il paese d'origine della madre, dove muore prematuramente il 5 agosto, a soli 32 anni.

## Rayper pittore

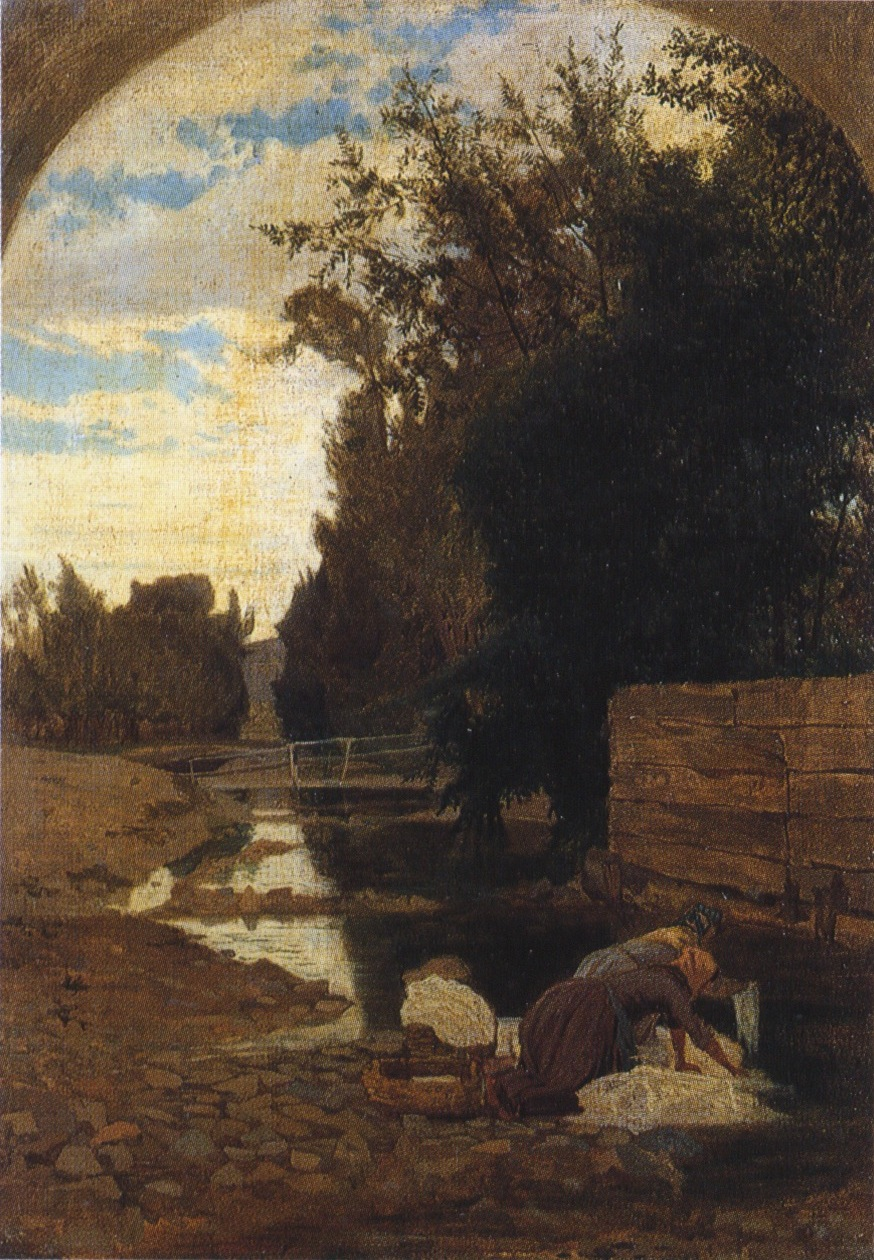
Lavandaie a Carcare (1866).

La pittura di Ernesto Rayper, come quella della Scuola grigia di cui fu caposcuola, si caratterizza per i toni delicati, argentei, chiari e sommessi, il rifiuto dei neri e dell'eleganza formale, le infinite sfumature dei verdi, a volte densi e compatti nel sottobosco, a volte vivi o sbiaditi sotto la luce, altre volte giallastri e smorti.
Protagonista della sua pittura è la natura, esplorata e ripresa soprattutto sulle colline genovesi, lungo la riviera, nell'entroterra della Liguria ma anche a Rivara, soggiorno di Carlo Pittara, Volpiano – dove operava il Fontanesi – e poi sul Ticino, lungo la Toce nonché in Toscana, nel Lazio, in Svizzera, in Francia.
Meglio forse di altri esegeti, Orlando Grosso caratterizza così la pittura di Rayper: «ogni suo quadro [...] non è un ritratto della natura ma la natura stessa. [...] Il pittore s'esprimeva, dipingeva se stesso componendo gli alberi, i sassi, le case, le pecore, le nuvole, aggruppando con armonia le masse, allineando fughe di prospettiva, come un antico avrebbe dipinto le sue tavole ove turbe, santi, angeli e divinità si muovono vive.»

## Rayper incisore
Ernesto Rayper studia incisione presso l'Accademia Ligustica, alla scuola di Raffaele Granara, ottenendo nel 1869 una medaglia fuori classe. Alcuni studiosi cominciano a datare le sue incisioni dal 1867.
Sue acqueforti pubblicate dalla rivista L'Arte in Italia tra il 1869 e il 1873, con quelle del già citato d'Andrade e di altri genovesi, hanno suscitato le lodi dei critici. Più tardi, Orlando Grosso lo definirà principe degli incisori italiani col Fontanesi. Anche in questo particolare settore si evidenzia il progressivo distacco dai modi accademici e la ricerca delle atmosfere piuttosto che la perfezione tecnica.
Le incisioni di Rayper si caratterizzano da ampia molteplicità e complessità di segni, anche con l'uso della puntasecca, che tendono a dare effetti tonali paragonabili a quelli pittorici. Ancora una volta si evidenzia la particolare attenzione per gli intrichi del mondo vegetale, con poche presenze di esseri viventi, umani o animali, e con un diffuso senso di malinconia.
Pochi dubbi sussistono sull'idea che ai modi e ai segni di Rayper si sia riferito anche Giovanni Fattori quando ha iniziato a cimentarsi nell'arte incisoria.

## La fama di Rayper
Anche se la scuola genovese ha dato alla pittura italiana del XIX secolo un contributo paragonabile a quello delle altre scuole regionali, lombarda, toscana, piemontese, napoletana, non ha ottenuto da subito la notorietà e l'apprezzamento di queste ultime. Lo stesso è accaduto per Ernesto Rayper, il suo più rappresentativo esponente.
Dopo i lusinghieri riconoscimenti in vita, Rayper è stato progressivamente trascurato nei decenni successivi, malgrado la presenza di suoi quadri in importanti collezioni pubbliche di Genova e Torino. Nel mondo degli studiosi, il suo nome è rimasto tra le figure di secondo piano; nel mercato dell'arte, le sue opere sono rimaste praticamente assenti, anche ma non solo per il troppo breve arco della sua vita e della sua attività artistica.
Dopo due rilevanti mostre pubbliche a Genova, nel 1926 nel teatro Carlo Felice e nel 1938 a Palazzo Rosso, nel secondo Novecento l'attenzione per la pittura ligure e per la figura di Rayper è stata ravvivata grazie ai nuovi studi critici di Vitaliano Rocchiero e per iniziativa di gallerie private genovesi, soprattutto con la successione di mostre organizzate dalla Galleria Sant'Andrea tra il 1955 e il 1965, tra cui particolarmente significativa quella in occasione del centenario della Scuola grigia del 1963.
Infine, la grande mostra a lui dedicata nel 1974 dal Comune di Genova nelle sale dell'Accademia Ligustica, ha definitivamente consolidato la giusta collocazione della sua figura nella storia dell'arte pittorica italiana del XIX secolo.
Il comune di Genova gli ha intitolato una via nel quartiere di Sampierdarena.
Lo stesso ha fatto il comune di Volpiano.

## Studi sul Rayper
Le principali fonti bibliografiche su Rayper sono i lavori di Vitaliano Rocchiero, storico dell'arte del XIX secolo, che valorizzò la pittura ligure dell'Ottocento con un importante lavoro di ricerca storica. Negli anni cinquanta e sessanta del 1900 la sua attività s'è svolta in sinergia con quella del mercante Giovanni Ravaschio, che ricercò le opere di Rayper e dei pittori della Scuola Grigia nelle dimore e botteghe d'arte liguri, presentandole in periodiche mostre nella propria Galleria Sant'Andrea, i cui cataloghi, spesso valorizzati dalle presentazioni dello stesso Rocchiero, assumono rilievo bibliografico. A tale proposito, il critico d'arte Sergio Palmieri scrisse: «Chi ha provato fino a pochi anni fa il disagio della scarsa informazione sulla nostra pittura ottocentesca, ricorderà certamente l'accanita caccia che si faceva ai libretti bianchi e marrone pubblicati da Giovanni Ravaschio».
Anche Gianfranco Bruno, storico dell'arte e professore dell'Accademia Ligustica di Belle Arti, curò mostre su Rayper, prima tra tutte quella nel palazzo dell'Accademia Ligustica a Genova nel 1974. Della loro vasta produzione letteraria, sono qui riportati i titoli fondamentali.